# Tarif d'achat

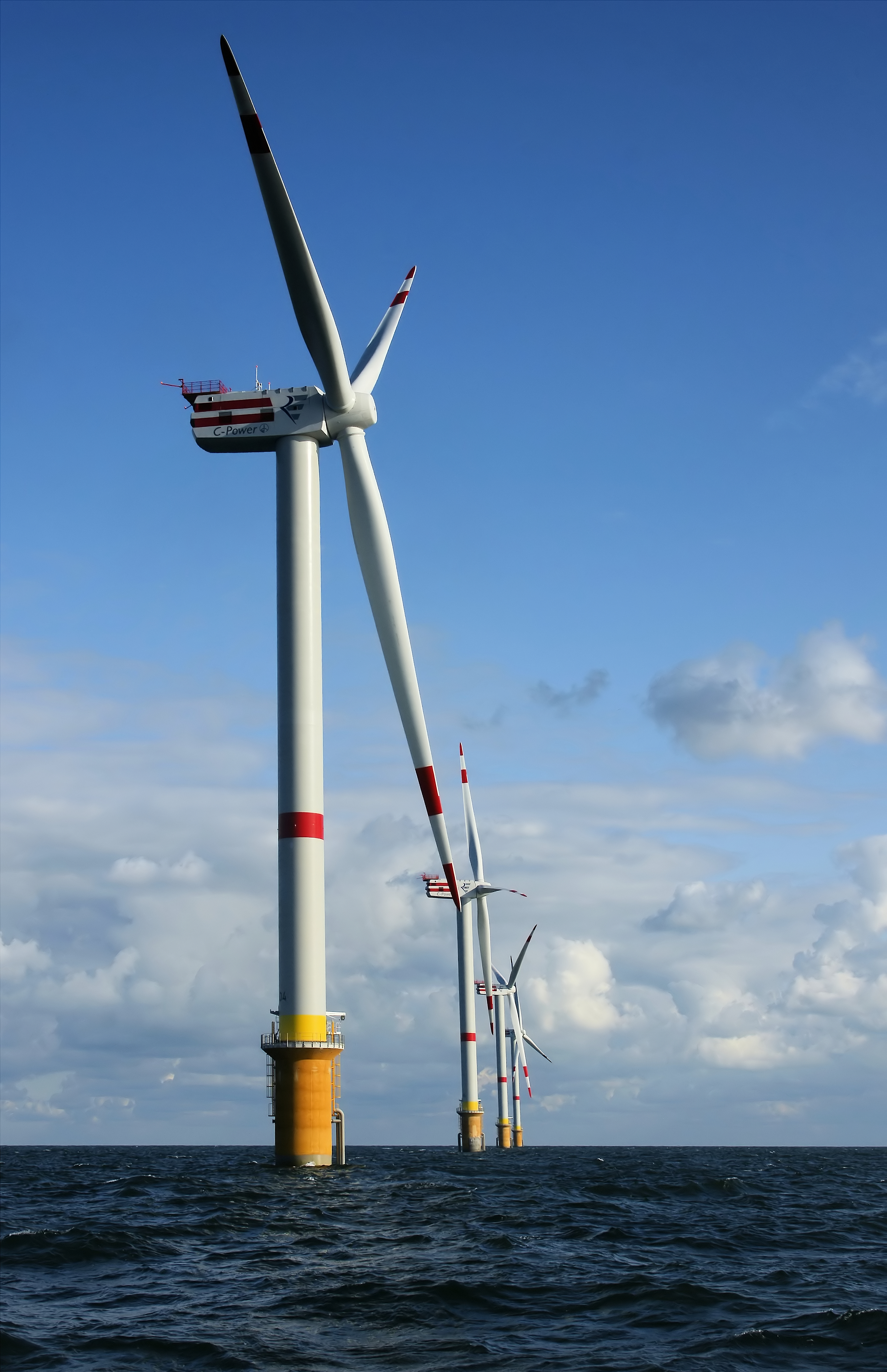
Une éolienne en mer, pouvant profiter du système de tarif d'achat.

Un tarif d'achat est un mécanisme conçu pour accélérer les investissements dans les moyens de production d'énergie renouvelable. Il atteint cet objectif en offrant des contrats à long terme aux producteurs d'énergie renouvelable, généralement fondés sur le coût de production de chaque technique.
Les tarifs d'achat sont garantis sur une période contractuelle de 15 à 20 ans de façon à garantir l'amortissement de l'investissement initial, parfois avec une indexation prenant en compte l'évolution des coûts d'exploitation. Un mécanisme de dégressivité tarifaire est parfois prévu, selon lequel le prix (ou le tarif) des nouvelles installations diminue au cours du temps par rapport à celui des précédentes, afin de suivre et d'encourager les baisses des coûts des différentes techniques. L'objectif des tarifs d'achat est d'offrir aux producteurs d'énergie renouvelable la garantie de leurs prix de vente par des contrats de long terme qui facilitent les investissements dans la production d'énergie renouvelable. Ces prix garantis étant supérieurs aux prix de marché de l'électricité, une compensation est versée aux acquéreurs de ces énergies (en général les fournisseurs d'électricité) afin de les dédommager pour le surcoût d'achat par rapport aux prix de marché. 

## Financement
En France, cette compensation est financée en partie par la contribution au service public de l'électricité et pour le reste par la contribution climat énergie, et en Allemagne par l'EEG-Umlage.

## Tendances
Depuis 2014, les pays européens remplacent progressivement les tarifs d'achat, sous l'impulsion de la Commission européenne, par des appels d'offres accompagnés d'un système de vente directe plus prime de marché. Au niveau mondial, le système des tarifs d'achat ne concerne plus en 2018, pour l'énergie éolienne, que 45 % des nouvelles installations, essentiellement en Chine ; 34 % relèvent de mécanismes de marché (appels d'offres, certificats verts, etc), 16 % du système américain combinant le Production Tax Credit (crédit d'impôt en faveur de certains investissements) et les Renewable Portfolio Standards imposant aux fournisseurs d'électricité des quotas d'énergie renouvelable.